# 信元久隆
信元 久隆（のぶもと ひさたか、1949年5月9日 - ）は日本の実業家。曙ブレーキ工業元会長兼社長、日本自動車部品工業会会長、在日フランス商工会議所副会頭を歴任。レジオン・ドヌール勲章オフィシエ、藍綬褒章受章。

## 経歴・人物
1949年兵庫県生まれ。東京学芸大学附属高等学校を経て、一橋大学商学部卒業。大学では経営史の米川伸一ゼミに所属。
大学卒業後の1973年、渡仏し曙ブレーキ工業の子会社であるベンディックス・フランスに入社。約5年間フランスで実務経験を積み、帰国後の1977年に曙ブレーキ工業へ入社。
取締役国際業務部長、常務取締役、専務取締役、代表取締役副社長を歴任した後、1990年に曙ブレーキ工業代表取締役社長に就任。1994年から会長兼任。
バブル景気崩壊後の不況に対応するため、エレクトロニクス分野等からの撤退を行い、父であり先代社長が目指した「総合ブレーキメーカー」から、自動車の安全性、快適性を左右するブレーキ用の摩擦材に経営資源を集中し、品質の高さで一目置かれる企業に育てるために「ブレーキ専業メーカー」とした。世界シェア30%を目標に、摩擦材事業の強化を行う。
フランスと縁が深く、2000年1月にはフランス国家功労勲章オフィシエを受章し、在日フランス商工会議所第二副会頭など務めている。
2007年、シェアが低い欧州での知名度向上のためF1マクラーレンのマシンへのブレーキ供給に参入。ポルシェ・パナメーラへのブレーキ供給を実現。翌2008年には過去最高の業績を実現した。
2008年、藍綬褒章を受章。また、同年から2012年まで日本自動車部品工業会会長を務め、以降は理事を務めている。2015年レジオン・ドヌール勲章オフィシエ受章。
2009年、ボッシュの北米ブレーキ事業を買収。ボッシュの顧客であるフォード・モーターを取り込むことによる欧州でのシェア拡大を図る。
英語・フランス語と共に堪能で、父の影響で歌舞伎や文楽にも精通し三味線も嗜む一面を持つ。
2019年に曙ブレーキ工業が事業再生ADRを申請し、それに伴い実施される第三者割当増資の払込実行と同時に、経営責任を取る形で曙ブレーキ工業会長兼社長を9月30日付で退任し、株式会社NOBU代表取締役社長に転じた。
私生活では1995年7月3日に女優の麻実れいと結婚。死別したフランス人の前妻との間に2人の子供がいる。

## 著書
- 『国際法の実践（小松一郎大使追悼）』（共著）信山社 2015年